# Platygaster fumipennis
Platygaster fumipennis är en stekelart som beskrevs av Fouts 1924. Platygaster fumipennis ingår i släktet Platygaster och familjen gallmyggesteklar. Inga underarter finns listade i Catalogue of Life.